# Heinz Hilpert

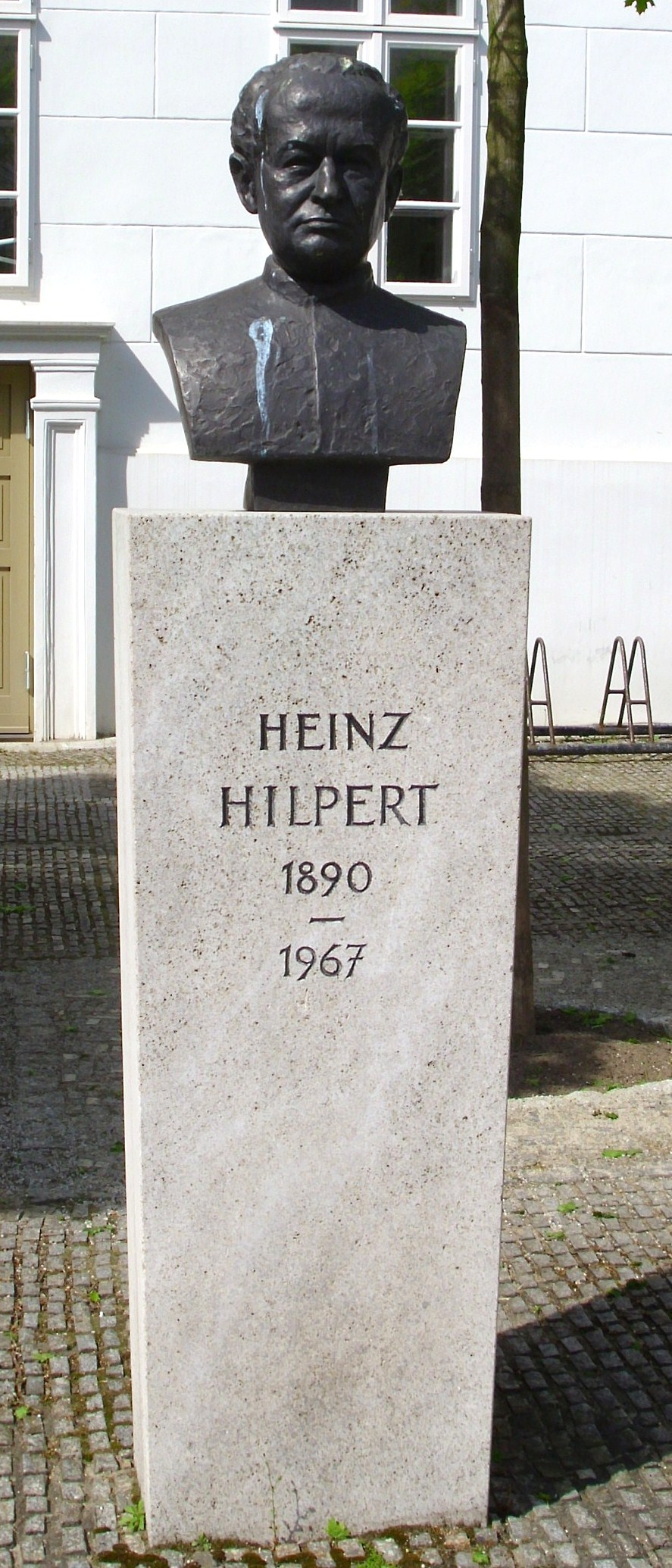
Heinz-Hilpert-Büste vor dem Deutschen Theater Berlin (Aufnahme 2012)

Heinz Hilpert (* 1. März 1890 in Berlin als Heinrich Otto Gustav Hilpert; † 25. November 1967 in Göttingen) war ein deutscher Schauspieler, Theaterregisseur und Intendant. Er gilt als einer der großen Theaterregisseure der 1920er und 1930er Jahre.

## Leben und Werk
Der Mechanikersohn Hilpert studierte nach seiner Ausbildung zum Volksschullehrer in Berlin Germanistik, Philosophie und Kunstgeschichte an der Friedrich-Wilhelms-Universität und begann 1919 als Schauspieler an der Berliner Volksbühne, spielte im Film Brüder. Zwischen Himmel und Erde zusammen mit dem expressionistischen Schriftsteller Walter Hasenclever. Hilpert lernte Carl Zuckmayer kennen, dessen Werke er dann oft in Szene setzte. Max Reinhardt holte ihn 1926 an das Deutsche Theater Berlin und machte ihn zu seinem Oberspielleiter. Dort inszenierte er die Uraufführung von Der Hauptmann von Köpenick am 5. März 1931 und errang damit einen seiner größten Erfolge. Im selben Jahr inszenierte er die Uraufführung der Geschichten aus dem Wiener Wald. Nach seiner kurzen Rückkehr 1932 an die Volksbühne als Intendant machten ihn die Nationalsozialisten 1934 zum Intendanten des Deutschen Theaters und damit zum direkten Nachfolger des ins Exil vertriebenen Max Reinhardt. Der profilierte Theatermann Hilpert betätigte sich gelegentlich auch als Schauspieler und Regisseur für den Film.
1935 wurde Hilpert von Joseph Goebbels zum Mitglied des Reichskultursenats ernannt. Nach dem „Anschluss“ Österreichs war Hilpert von 1938 bis 1945 auch Direktor des Theaters in der Josefstadt. Während des NS-Staats
nutzte Hilpert seine Stellung offenbar auch, um für Verfolgte einzutreten und konnte seinen Theatern eine gewisse künstlerische Freiheit bewahren. So wurde beispielsweise Kurt von Ruffin ab April 1935 Teil des Ensembles, der vorher nach Paragraf 175 im KZ Lichtenburg inhaftiert gewesen war. Bis zur Schließung der Berliner Theater am 1. September 1944 blieb Hilpert dort Intendant.
Nach dem Zweiten Weltkrieg hatte er wegen seiner Karriere unter den Nazis zunächst große Probleme, seine Theaterarbeit fortzusetzen. Er lebte eine Zeit lang in Zürich und inszenierte Aufführungen in Wien, Salzburg und Zürich, wo er am 14. Dezember 1946 am Schauspielhaus die Uraufführung von Zuckmayers Des Teufels General herausbrachte. 1947 wurde er für eine Saison Intendant des Schauspiels in Frankfurt am Main. Nach der erfolgreichen Neugründung des Theaters in Konstanz 1949 wurde er 1950 Intendant in Göttingen. Hier blieb er bis 1966 und machte das Deutsche Theater Göttingen zu einem der führenden Theater der jungen Bundesrepublik. Als enger Freund von Zuckmayer brachte er hier dessen Werke Der Gesang im Feuerofen (1950) und Ulla Winblad (1954) zur Uraufführung. Ihm ist auch die deutsche Erstaufführung des Dramas Konflikt in Assyrien (15. September 1957), eine politisch-satirische Allegorie der NS-Herrschaft im Gewand des biblischen Esther-Mythos, von Walter Hasenclever zu verdanken, das nur in London unter dem Titel Trouble in Assyria in englischer Sprache inszeniert worden war (30. April 1939). Nach 1966 arbeitete er als freier Regisseur.
Hilpert heiratete 1947 Annelies Heuser (1902–1963), geborene Strauß, genannt Nuschka. Wegen ihrer jüdischen Herkunft war eine Heirat vorher nicht möglich, Freunde Hilperts versteckten sie und verhalfen ihr im Juli 1943 zur Flucht in die Schweiz.

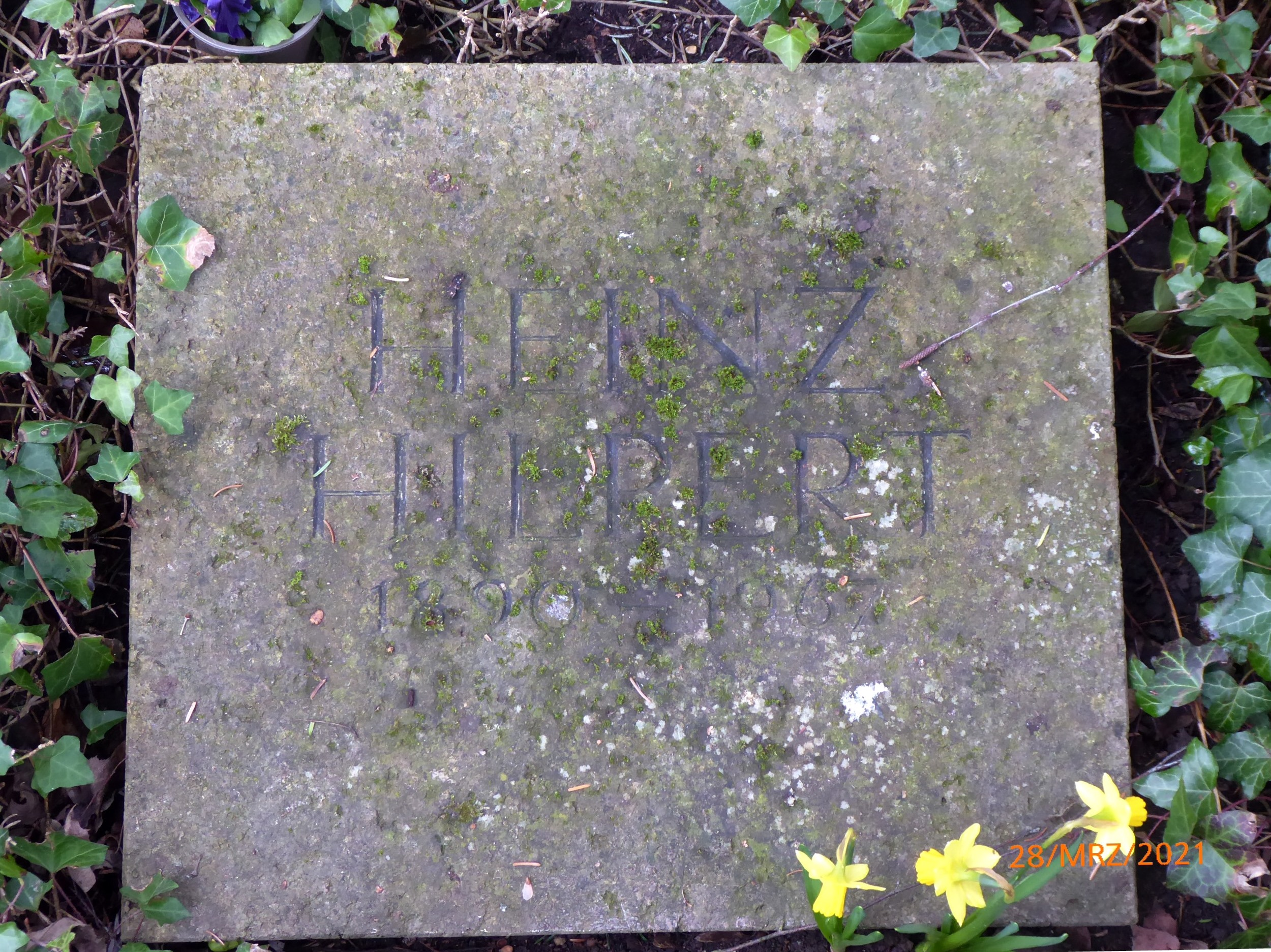
Grabmal für Heinz Hilpert auf dem Stadtfriedhof Göttingen (Aufnahme 2021)

Das Grabmal für Heinz Hilpert auf dem Stadtfriedhof Göttingen (Abt. 83) ist eine kleine schlichte Liegeplatte aus Kalkstein.
Hilperts Nachlass befindet sich im Archiv der Akademie der Künste in Berlin.

## Ehrungen, Auszeichnungen, Schüler
1954 erhielt Heinz Hilpert das Große Bundesverdienstkreuz mit Stern.
Zum Anlass seines Abschiedes aus Göttingen wurde er 1960 mit der Ehrenmedaille der Stadt ausgezeichnet. Seine Bronzeguß-Büste (nach einer Gips-Vorlage der Bildhauerin Hilde Hoppe aus der Zeit um 1948/49) im Deutschen Theater Göttingen wurde 1998 eingeweiht.
Eine weitere Hilpert-Büste, geschaffen von Eberhard Bachmann, steht vor dem Deutschen Theater Berlin.
In Lünen an der Lippe wurde am 11. Oktober 1958 das Theater der Stadt Lünen mit 765 Plätzen eingeweiht, wobei Heinz Hilpert die Taufrede hielt. Seit März 1966 führt das Haus den Namen Heinz-Hilpert-Theater. Erbaut wurde es nach Plänen des Architekten Gerhard Graubner.
Er war seit 1955 Ordentliches Mitglied der Akademie der Künste.
Zu Hilperts Schülern gehören Jan Schlubach, Götz George und Hermann Wedekind.

## Filmografie
Darsteller
- 1919: König Nicolo
- 1920: Der Knabe Eros
- 1922: Brüder. Zwischen Himmel und Erde
- 1924: Namenlose Helden
- 1927: Prinz Louis Ferdinand
- 1953: Königliche Hoheit
- 1954: Die goldene Pest
- 1955: Die Barrings
- 1955: Drei Mädels vom Rhein
- 1955: Rosen im Herbst

Regisseur
- 1931: Drei Tage Liebe (auch Drehbuch)
- 1932: Ich will dich Liebe lehren
- 1934: Liebe, Tod und Teufel (Co-Regie)
- 1935: Lady Windermeres Fächer
- 1939: Die unheimlichen Wünsche
- 1948: Der Herr vom andern Stern

## Theater

### Arbeiten als Schauspieler an der Volksbühne Berlin
- 17. April 1919: Premiere von Penthesilea von Heinrich von Kleist
- 19. Mai 1919: Uraufführung von Der Umzug von R. Bauer-Greef
- 17. Juni 1919: Premiere von Der Schwarzkünstler von Emil Gött
- 4. Juli 1919: Premiere von Der heilige Florian von Max Neal und Philipp Weichand
- 12. Juni 1920: Premiere von Eine Landpartie von Adolf Glasbrenner und von Verwickelte Geschichte! von Johann Nestroy

### Inszenierungen (Auswahl)
- 1930: William Shakespeare: Wie es euch gefällt (Deutsches Theater Berlin)
- 1931: Ödön von Horváth: Geschichten aus dem Wiener Wald (Uraufführung am Deutschen Theater Berlin)
- 1933: Carl Zuckmayer: Schinderhannes (Volksbühne Berlin)
- 1936 Gerhart Hauptmann: Hamlet in Wittenberg (Deutsches Theater Berlin)
- 1936 George Bernard Shaw: Androklus und der Löwe (Deutsches Theater Berlin)
- 1937 Friedrich Schiller: Die Jungfrau von Orleans  (Deutsches Theater Berlin)
- 1937 Dodie Smith: Der erste Frühlingstag (Deutsche Erstaufführung Deutsches Theater Berlin)
- 1938 George Bernard Shaw: Der Kaiser von Amerika (Deutsches Theater Berlin)
- 1938 Victorien Sardou: Cyprienne (Bearbeitung. Heinz Hilpert Deutsches Theater Berlin)
- 1939 William Shakespeare: Viel Lärm im nichts (Salzburger Festspiele)
- 1940 William Shakespeare: Ein Sommernachtstraum (Deutsches Theater Berlin)
- 1958: Anton Tschechow: Drei Schwestern (Deutsches Theater Berlin)